# Hijatalna kila
Hijatalna kila (lat.  hernia hiatalis je protruzija ili hernijacija gornjeg dijela želuca u prsni koš (thorax) kroz ošit (diaphragma). Naziva se i hijatalna hernija.

## Simptomi
Uključuju gastroezofagelni refluks (vraćanje želudačnog sadržaja u jednjak), žgaravicu, bol iza prsne kosti i u žličici. Mnogi pacijenti nemaju tegoba.

## Uzroci nastanka
Sljedeći faktori mogu biti odgovorni za nastanak hijatus hernije.
- Povišeni tlak u trbušnoj šupljini uzrokovan jednim od sljedećih čimbenika:
  - dizanje teških tereta ili pregibanje
  - često i snažno kašljanje
  - snažno kihanje
  - trudnoća i porod
  - povraćanje
  - napinjanje kod zatvora (constipatio)
  - pretilost (dodatna težina pritišće trbuh i povećava tlak)
  - sjedeći položaj kod defekacije[1] (v. Epidemiologija dolje)
- nasljeđe
- pušenje
- stres
- slabost dijafragme (ošita)

## Dijagnoza
Dijagnosticira se gastroskopijom ili RTG pregledom želuca u Trendelembergovom položaju koji pokaže ulazi li želudac u grudni koš.

## Tipovi
Postoje dva tipa ove kile:
- Najčešća (95%) jest klizeća hijatalna kila (sliding hiatus hernia) gdje se gastroezofagelno ušće pomiče zajedno sa želucem.
- Druga je vrsta je kotrljajuća ili paraezofagealna (rolling) hijatalna kila gdje dio želuca ulazi u grudni koš, ali gastroezofagealni prijelaz ostaje u trbušnoj duplji. Javlja se u pet posto slučajeva.[2]

Treći tip hijatalne kile opisuje se kao kombinacija prva dva tipa.

## Terapija
U većini slučajeva terapija nije potrebna. Međutim, ako je kila velika ili je u pitanju paraezofagelni tip izazvat će tegobe i strikturu jednjaka. Pacijenti trebaju podignuti uzglavlje i izbjegavati ležanje nakon jela. Smanjenje tjelesne težine može pomoći. H2 blokatori ili inhibitori protonske pumpe smanjuju kiselost želuca i na taj način smanjuju tegobe. 
Kod težih slučajeva preporučuje se kirurška terapija. Kronični refluks može oštetiti sluzokožu jednjaka i u veoma rijetkim slučajevima može dovesti do pojave raka.

Kirurška se procedura naziva Nissenova fundoplikacija.Dio se želuca omota oko jednjaka i na taj se način sprječava refluks.
Komplikacije su teškoće s podrigivanjem, disfagija (teže gutanje), rijetko ahalazija.

## Komplikacije
GERB (Gastroezofagealna refluksna bolest) nastaje zbog vraćanja kiselog sadržaja u jednjak koje je olakšano zbog nižeg pritiska u prsnom košu. Posljedice su - žgaravica, ezofagitis, Barrettov ezofagus i rak jednjaka. Posljedice nekada mogu biti ozbiljne. Paraezofagelna kila može se uklještiti i uzrokovati opstrukciju i nekrozu zida želuca.
Većina pacijenata nema simptome.

## Epidemiologija
Učestalost raste sa starosti. Oko 60% osoba preko 50 godina ima hijatalnu kilu.  Samo 9 % njih ima simptome.
Prema Dr. Denisu Burkittu, Hijatalna kila ima maksimalnu prevalenciju u SAD-u i zapadnoeuropskim zemljama. Bolest je rijetka u seoskim afričkim društvima.  Burkitt smatra da hrana siromašna biljnim vlaknima dovodi do povećanog naprezanja kod defekacije.